# Moving Shadow
Moving Shadow was een Brits platenlabel dat gespecialiseerd was in het uitbrengen van drum and bass. Eigenaar van het label was Rob Playford. Het label bracht muziek uit van acts als 2 Bad Mice, Omni Trio en Noisia. 

## Geschiedenis
Moving Shadow werd in 1990 opgericht door Playford in zijn woning in het dorp Stevenage. Later trokken ze in in het gebouw van Trident Studios in Londen. Het begon met het uitbrengen van raveplaten. Het eerste grote succes werd de ep Hold It Down van 2 Bad Mice. Dit groepje was opgericht door zijn A&R-medewerkers Simon Colebrooke  en zijn ontwerper Sean O'Keeffe. Ook Playford zelf had een aandeel in de producties. De andere medewerkers waren labelmanager Caroline Butler en Playfords moeder Margaret, die de administratie deed.
Vanaf 1993 bewoog het label mee met de ontwikkeling van drum and bass. Enkele clubhits werden er op het label uitgebracht. Verder werden producers als Omni Trio, E-Z Rollers, Dom & Roland en Aquasky aan het label verbonden. Het label kende zijn gloriedagen in de late jaren negentig toen er diverse artiestenalbums verschenen. Het label had ook een eigen platenzaak. Na 2000 verloor het label aan invloed, hoewel het label nog wel de ontdekker werd van Noisia en Calyx. 
In 2008 werd het label inactief.

## Artiesten die werk uitbrachten op Moving Shadow
- 2 Bad Mice
- Blame
- Omni Trio
- Goldie
- Roni Size
- Dom & Roland
- E-Z Rollers
- Noisia
- Calyx

## Artiestenalbums die uitgebracht zijn op Moving Shadow
- Blame - Feel The Energy 1993
- Foul Play - Suspected 1995
- E-Z Rollers - Dimensions Of Sound 1996
- Omni Trio - Skeleton Keys 1997
- Omni Trio - The Deepest Cut 1998
- EZ-Rollers - Weekend World 1998
- Flytronix - Archive 1998
- Dom & Roland - Industry 1998
- Guardians Of Dalliance - Diffusion Room 1999
- Aquasky - Bodyshock 1999
- Technical Itch - Diagnostics 1999
- Omni Trio - Byte Size Life 1999
- Aquasky - Aftershock 2000
- Omni Trio - Even Angels Cast Shadows 2001
- Dom & Roland - Back For The Future 2002
- E-Z Rollers - Titles Of Unexpected 2002
- Dom & Roland - Chronology 2004
- Calyx - No Turning Back 2005

## Bekende platen van Moving Shadow
- 2 Bad Mice - Hold It Down 1991
- Blame - Music Takes You 1991
- Cloud 9 - You Got Me Burnin 1993
- Deep Blue - The Helicopter Tune 1993
- Omni Trio - Renegade Snares 1993
- Dead Dred - Dred Bass 1994
- Omni Trio - Trippin' On Broken Beats 1996
- Flytronix - Thrid Encounta 1996
- Omni Trio - Sanctuary 1997
- E-Z Rollers - Walk This Land 1999
- Noisia - Block Control 2005